# تحالف الأمة المصرية

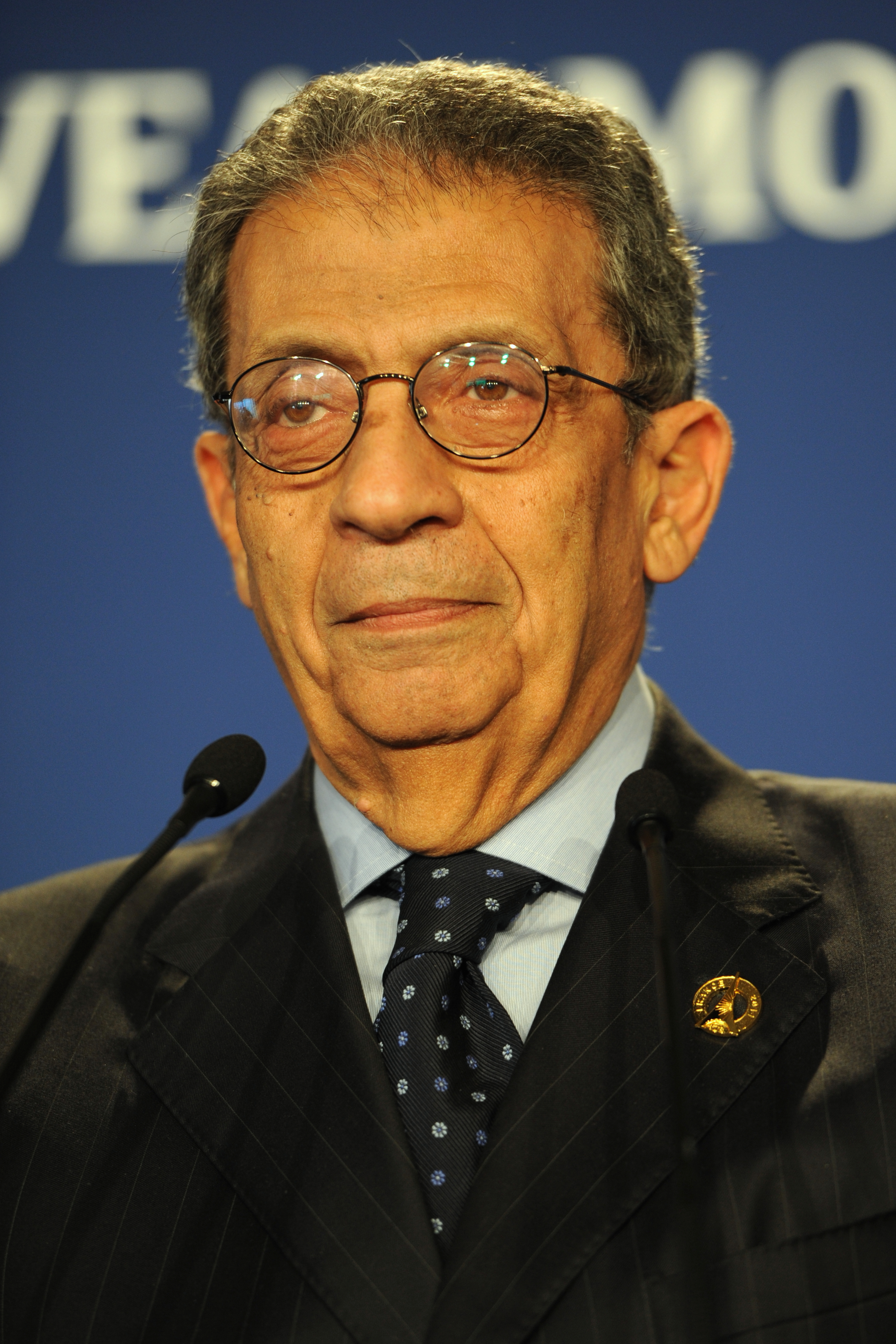
عمرو موسى

تحالف الأمة المصرية أو تحالف المؤتمر المصري هو تحالف وطني مصري دعا إليه السيد عمرو موسى عام2012 بمشاركة عدد من السياسيين المصريين والشخصيات العامة أمثال : المهندس حسب الله الكفراوي والدكتور يحيى الجمل وأيمن نور والدكتور رفعت السعيد رئيس حزب التجمع وغيرهم ..

## أسس التحالف
تتلخص أهداف تحالف الأمة المصرية في عدة نقاط أهمها :
- الحفاظ على مدنية الدولة المصرية وذلك عن طريق منع سيطرة فصيل سياسي واحد على أجهزة الدولة .
- وضع تصورات فيما يخص كتابة الدستور المصري .
- الوصول لتحالفات انتخابية لخوض الانتخابات البرلمانية .
- خلق مشاركة مجتمعية لمتابعة تطورات الأوضاع السياسية المصرية .